# Andécaves
Pour les articles homonymes, voir Andes (homonymie).
Les Andécaves (ou Andégaves et plus rarement Andes) étaient un peuple gaulois, cité dans les Commentaires sur la Guerre des Gaules de Jules César. Il fit partie, sous l'Empire, de la Lyonnaise troisième.
Ce peuple était situé à l'est des Namnètes, à l'ouest des Turones et au sud des Aulerques (Diablintes et Cénomans). Leur pays a, depuis, formé l'Anjou à qui ils ont donné leur nom, ainsi qu'à Angers, leur capitale, nommée d'abord Juliomagus, puis Andecavi.

## Ethnonyme
Leur nom est également connu sous la forme Andes et sous les formes latinisées Andicavi et Andecavi. Il pourrait signifier « ceux du grand creux », du gaulois -ande, particule intensive et -cavi, « creux ». 

## Territoire

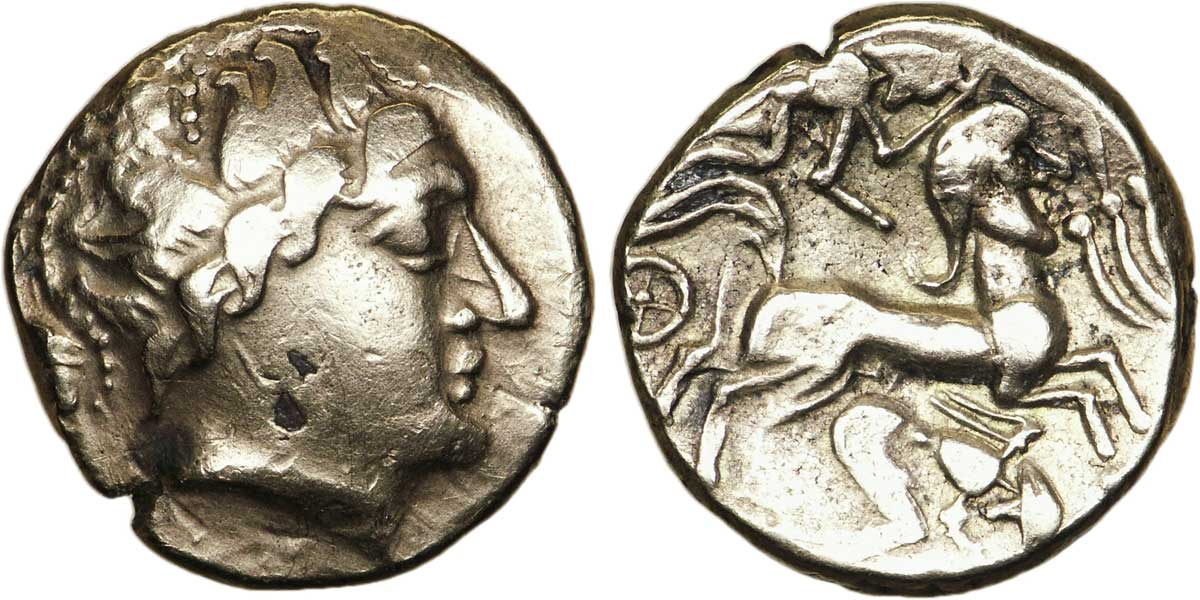
Statère d’électrum « aux aigrettes » frappé par les Andécaves (région d'Angers. Date : Description revers : Cheval androcéphale galopant à droite, conduit par un aurige étendant la main gauche ; vexillum devant le cheval et un personnage ailé replié sur lui-même entre les jambes du cheval. Description avers : tête à droite, la chevelure en deux rangées de mèches ; la première en bandeau sur la tempe et la seconde remontant et encadrant le motif en arc de cercle

Les limites du territoire des Andécaves peuvent être vaguement retracées, sans qu’elles puissent être certifiées. Les toponymes « Ingrandes » et « Bazouges, » permettent d’en fixer les bornes présumées. Selon Provost, on peut ainsi suivre une ligne entre Ingrande et Candé. La question du Craonnais reste incertaine, certains font appartenir le territoire aux Namnètes, reculant les limites jusqu'à Segré et l’Oudon. Il est probable que ce territoire ait pu être totalement recouvert de forêts, formant une limite entre la cité andes et la cité namnète. Cependant, la question demeure, puisque les saints évangélisateurs de cette région furent des évêques angevins (saint Aubin, saint Mainboeuf).
Au nord, la limite se trouvait vraisemblablement au-delà des limites départementales actuelles, comme l’indiqueraient les toponymes d'Ingrandes à Azé et Saint-Martin-du-Fouilloux en Maine-et-Loire, et ceux de Bazouges à Château-Gontier en Mayenne et Bazouges-sur-le-Loir en Sarthe. Les rivières de la Sarthe et du Loir semblent avoir joué le rôle de frontière.
À l’est, le toponyme d’Ingrandes-de-Touraine peut marquer la limite avec les Turons. De larges forêts jouaient vraisemblablement le rôle de frontière.
Au sud, le Layon aurait pu former la frontière avec les Pictons, mais Provost, s’appuyant sur l’évangélisation de Chalonnes par un évêque angevin, repousse un peu plus loin cette frontière. Les Mauges ne faisaient en revanche pas partie du territoire des Andes, mais auraient appartenu au peuple des Ambiliates, peuple client des Pictons.

## Population

### Lieux d’habitations
Deux oppida sont généralement attestés : celui de Chênehutte et celui de la Ségourie, au Fief-Sauvin. En revanche, le chef-lieu des Andécaves n’est actuellement pas connu. Provost évoque l’hypothèse d’un oppidum des Andécaves au village de Frémur, sur la commune de Sainte-Gemmes-sur-Loire, au lieu-dit « Camp-de-César ».
La présence d'un oppidum andécave sur le site du château d'Angers fut longtemps rejetée face au peu d'indices permettant d'en étayer l'affirmation,. Cependant, la campagne de fouilles préventives entre 1992 et 2003 a finalement pu démontrer l'existence d'une occupation de l'époque de La Tène finale (vers 80-70 av. J.-C.) jusqu'à la période augustéenne (10 av. J.-C.). La présence de mobiliers archéologiques, de vestiges d'un rempart à poutrages horizontaux et la découverte de voies délimitant des secteurs d'activités permettent d'envisager à nouveau l'hypothèse d'un oppidum sur le site du château.
Enfin, à Loigné-sur-Mayenne, l'oppidum de la Cadurie, situé dans la zone frontière entre les Namnètes, les Diablintes et les Andécaves, appartient peut-être à ces derniers, sans preuve formelle. Sa proximité est riche en vestiges d'habitats et d'exploitations de cette époque. Selon d'autres auteurs, il pourrait plutôt être attribué aux Namnètes.

### Démographie
En se basant sur les quelques écrits mentionnant le nombre de guerriers de l’armée des Andécaves, Henry évalue la population mobilisable de 18 000 à 20 000 guerriers, ce qui correspondrait alors entre 72 000 à 80 000 individus. Il double ensuite le chiffre par ajout des peuples non celtes présents sur le territoire pour arriver à une moyenne de 150 000 personnes vivant sur le territoire de la cité des Andécaves.

### Organisation politique et militaire
On ne connaît presque rien de l’organisation politique des Andécaves. Dumnacos est nommé duce Andium, « chef des Andes ». Il est probable que le système politique soit un système oligarchique, comme il était admis à l’époque.
De par les textes disponibles sur la révolte de Dumnacos, on perçoit la tactique militaire des Andes. La force de l’armée était principalement constituée de cavaliers issus des familles nobles. Les fantassins, issus des classes plus modestes, ne jouent qu’un rôle d’appui aux cavaliers, étant de faible valeur militaire en agissant seuls.

## Histoire

### Guerre des Gaules
En 52 av. J.-C., après la reddition de Vercingétorix, les Andécaves (ou Andes), sous la conduite de leur chef Dumnacos (ou Dumnacus), tentèrent de résister aux Romains. Avec l'aide des Carnutes, il attaqua Limonum (Poitiers), mais y fut vaincu (BG, VIII, 28). 
En effet, le chef des Andes, avec ses guerriers et les Pictons anti-Romains, assiégea Limonum défendu par le chef du parti de César, le Lémovice Duratius. L’intervention des légats Caius Caninius et Caius Fabius obligea Dumnacos à lever le siège (voir Histoire de Poitiers). Poursuivi par les troupes romaines, après avoir franchi la rive droite de la Loire, il fut défait près des Ponts-de-Cé.

### Pacification et acculturation
Après la conquête définitive de la Gaule, les Andes se soulevèrent par deux fois contre l'autorité romaine, en 21 et 32. Les Andécaves vont peu à peu adopter le mode de vie romain. La cité de Juliomagus est fondée.